# ラ・ロトンド
ラ・ロトンド（La Rotonde）は、フランスの老舗カフェ・ブラッスリー。パリ6区モンパルナス大通りにあり、特に芸術・文学の中心がモンマルトルからモンパルナスに移った1920年代に、モディリアーニ、シャイム・スーティン、藤田嗣治ら多くの画家が集まった。

## 歴史

### モンパルナス大通りの老舗カフェ
ラ・ロトンドは1903年、パリ6区モンパルナス大通り105番地に開店した。同じモンパルナス大通りの99番地にル・セレクト（1923年創業）、102番地にラ・クーポール（1927年創業）、108番地にル・ドーム（1898年創業）と老舗ブラッスリーが立ち並ぶ。これらをすべてモンパルナスの老舗ブラッスリーと称することが多いが、行政上は、ラ・クーポールとル・ドームが14区（モンパルナス地区）に属するのに対して、ラ・ロトンドとル・セレクトは6区（ノートル＝ダム＝デ＝シャン地区）にある。また、ラ・ロトンドとル・ドームは第一次大戦前に創業したのに対して、ル・セレクトとラ・クーポールは戦間期に創業と、歴史的な背景も異なる。加えて、ラ・ロトンドとル・ドームは、ラスパイユ大通りとモンパルナス大通りが交差するカルフール（交差点）・ヴァヴァン（現在のヴァヴァン駅周辺、1984年にパブロ＝ピカソ広場に改称）の、モンパルナス大通りを挟んでほぼ真向かいにあり、かつてはいずれもカルフール・ヴァヴァンのカフェとして知られていた。モンパルナスが発展を遂げ始める20世紀末前後に創業した両店舗は、まさにモンパルナスの歴史を生きてきたカフェである。一方、同じモンパルナス大通りを500メートルほど下ったところにあるクロズリー・デ・リラは、創業1847年とさらに歴史が古く、むしろ独自の歴史を刻んできた老舗カフェ・レストラン・ブラッスリーである。

### モンパルナスの発展
1903年創業のラ・ロトンドは、もともと労働者相手の大衆的なビストロであった。当時のモンパルナスは、まだ麦畑、牧草地、葡萄畑が広がる田舎であり、1895年10月22日に列車が駅に停車せずに駅正面の壁を貫通して落下したモンパルナス駅脱線事故以外に、ほとんど取り上げられることのない場所であった。モンパルナスの発展のきっかけは、1905年にパリ警視総監が、ヴォージラール通りとモンパルナス大通りの間にある建物を解体して、ラスパイユ大通りを開通する許可を出したことであり、1911年7月に、全長4 km以上のヴォージラール通りの最後の部分が完成し、カルティエ・ラタンを横断するサン＝ミシェル大通りに通じ、サン＝ジェルマン大通りとモンパルナス大通りをつなぐラスパイユ大通りの開通式が行われた。そしてこれが、文学・芸術の中心地としてのモンパルナス誕生の契機ともなった。同じ1911年にオーヴェルニュ出身のヴィクトル・リビオンがラ・ロトンドを買い取り、さらに隣接する靴屋を買収して常連向けのバーを増設し、広いテラスを設けた。

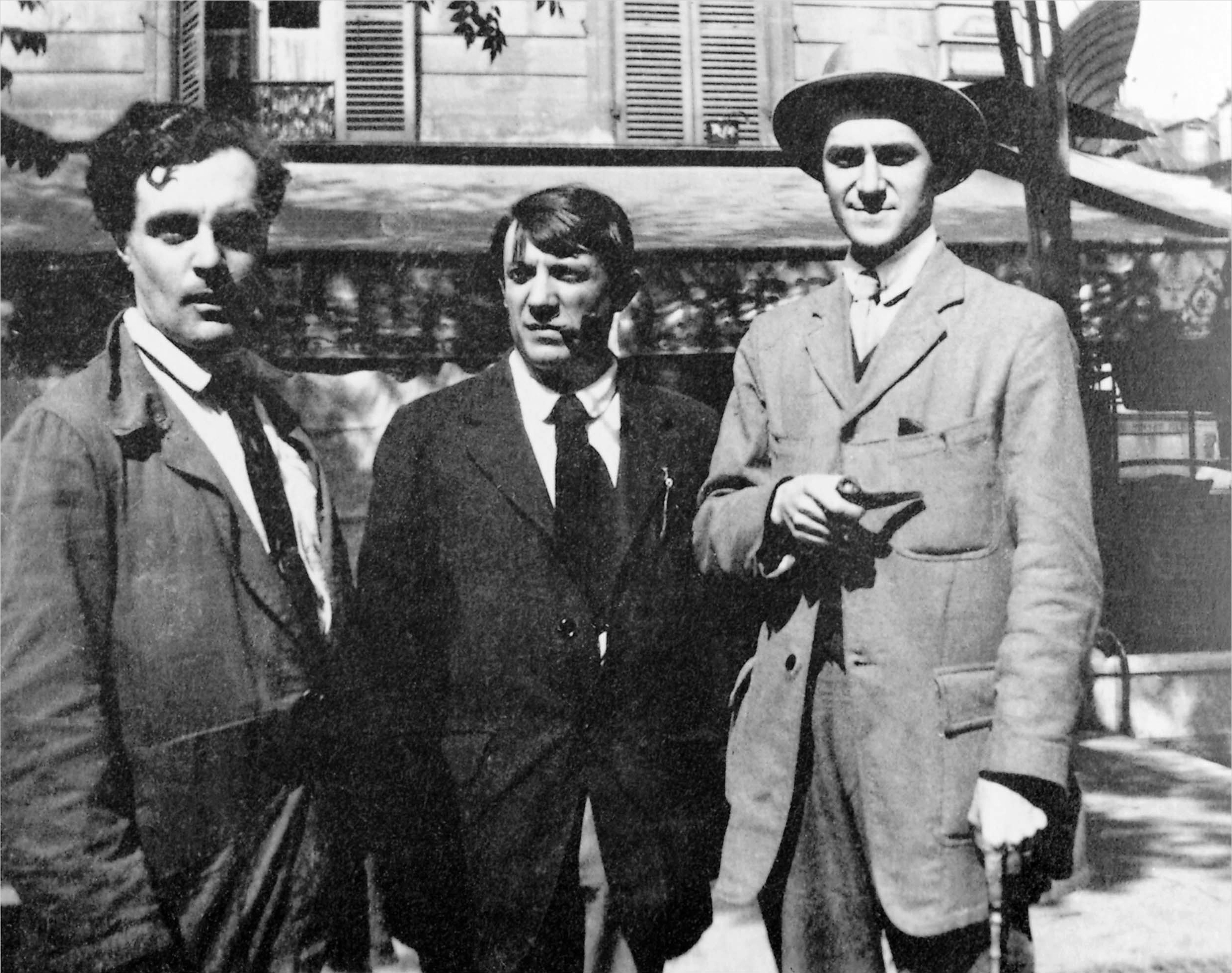
ラ・ロトンド前の広場に立つモディリアーニ、ピカソ、アンドレ・サルモン（1916年）

これ以前には、ピカソ、アメデオ・モディリアーニ、マックス・ジャコブらが住んでいた木造住宅「洗濯船」を中心とするモンマルトルが文学・芸術の中心地であったが、1910年にパリ北部のモンマルトルと南部のモンパルナスをつなぐ地下鉄「南北線」が開通したこともあり、彼らは次第にモンパルナスに移り住むようになった。1911年に作家・芸術評論家のアンドレ・サルモンがモンマルトルからモンパルナスに越したとき、画家らは主に農家や倉庫をアトリエにしていた。

### 店主と常連

#### ラ・リューシュ

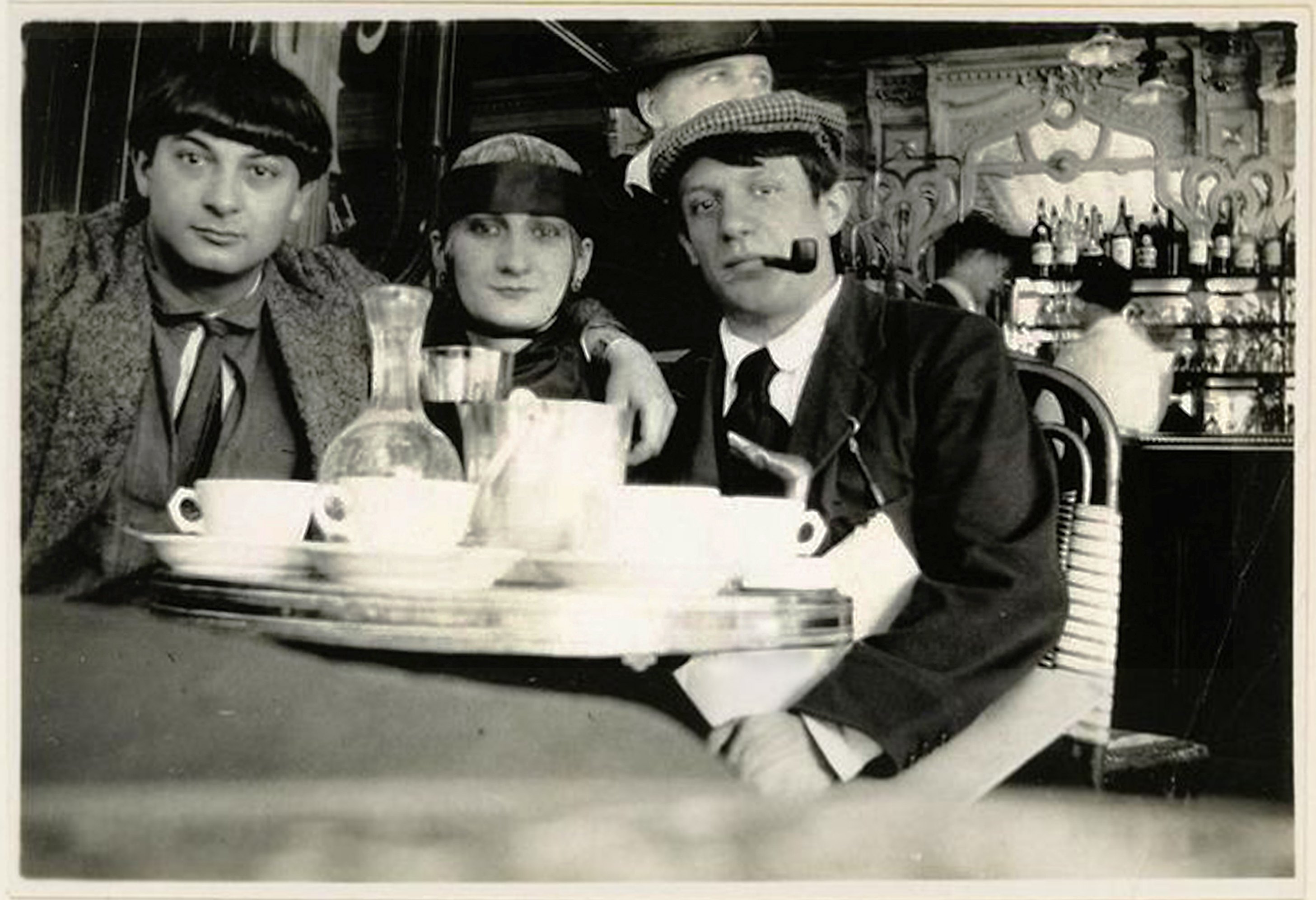
ラ・ロトンド店内のキスリング、パクレット（女優）、ピカソ（1916年）

一方、モンパルナスの南西に位置する15区のサン＝ランベール地区では、1900年のパリ万国博覧会で建てられたワイン館をアカデミーの彫刻家アルフレッド・ブーシェが買い取ってアトリエを増設し、これをソ連や中東欧での弾圧を逃れてきた若いユダヤ人を中心とする貧しい外国人芸術家に提供した。ラ・リューシュ（蜂の巣）と呼ばれたこのアトリエ兼住宅には、アレクサンダー・アーキペンコ、マルク・シャガール、モイズ・キスリング、シャイム・スーティン、オシップ・ザッキンらが住んでいたが、まもなくモンマルトルの「洗濯船」に相当する芸術活動の拠点となり、入居者以外にも藤田嗣治、モディリアーニ、ジュール・パスキン、マリー・ローランサンらいわゆる「エコール・ド・パリ」の画家らが集まるようになった。
1911年にラ・ロトンドにバーが開店したとき、アンドレ・サルモンはモンマルトルから越して来たピカソ、マックス・ジャコブ、モディリアーニ、ジョルジュ・ブラックらの画家を連れてバーを訪れ、ここでラ・リューシュの画家らと合流し、さらにギヨーム・アポリネール、ブレーズ・サンドラールら主にキュビスムなどの芸術活動を支持する詩人・作家へと常連の輪が広がっていった。毎日のように通っていたのはモディリアーニとスーティンであった。まだ貧しかった彼らは代金を支払う代わりに描いた絵を預けた。現在、店内には彼らの絵の複製が多数飾られている。

#### 店主リビオン、ミューズ
画家のミューズであった女性も常連であった。当初は「ラ・ロトンドの黒人女性」、「モンパルナスのヴィーナス」と呼ばれた混血の女性アイシャ、そして「モンパルナスのキキ」アリス・プランであり、二人とも特にモディリアーニ、スーティン、藤田、キスリングのモデルであった。やがて、彫刻家のシャルル・デスピオ、アントワーヌ・ブールデル、フランソワ・ポンポン、画家のアンドレ・ドラン、モーリス・ド・ヴラマンク、シュザンヌ・ヴァラドンとモーリス・ユトリロらも常連となった。藤田によると、店主リビオンは、画家たちの父親的な存在であり、絵画に理解や関心があったわけではなく、画家であろうとなかろうと、貧しい人々に対する親愛の情があったという。また、アルコール依存症で、他のバーからは追い出されたモディリアーニをなだめて説得することができたのは、リビオンだけであったとされ、モディリアーニが彫刻家シャナ・オルロフを介してジャンヌ・エビュテルヌと出会ったのも、ラ・ロトンドにおいてであった。

#### 革命家
ラ・ロトンドはまた、一時期、（社会主義国家の樹立につながった）1917年のロシア革命に向けた会合の場でもあり、ウラジーミル・レーニン、レフ・トロツキー、アナトリー・ルナチャルスキー、レフ・カーメネフ、グリゴリー・ジノヴィエフらが訪れていた。レーニンは、14区モンマルトル地区に隣接するプティ＝モンルージュ地区マリー＝ローズ通りに住んでいた。トロツキーは1908年にパリからロンドンに越したが、1914年から1916年にかけて再びパリ6区のサン＝タンドレ＝デ＝ザール通りに住んでいた（1916年に追放）。レオン＝ポール・ファルグは『パリの歩行者』で、いつも大きなステーキを注文し、外套を着たまま食事をしていたトロツキーの姿を描いている。

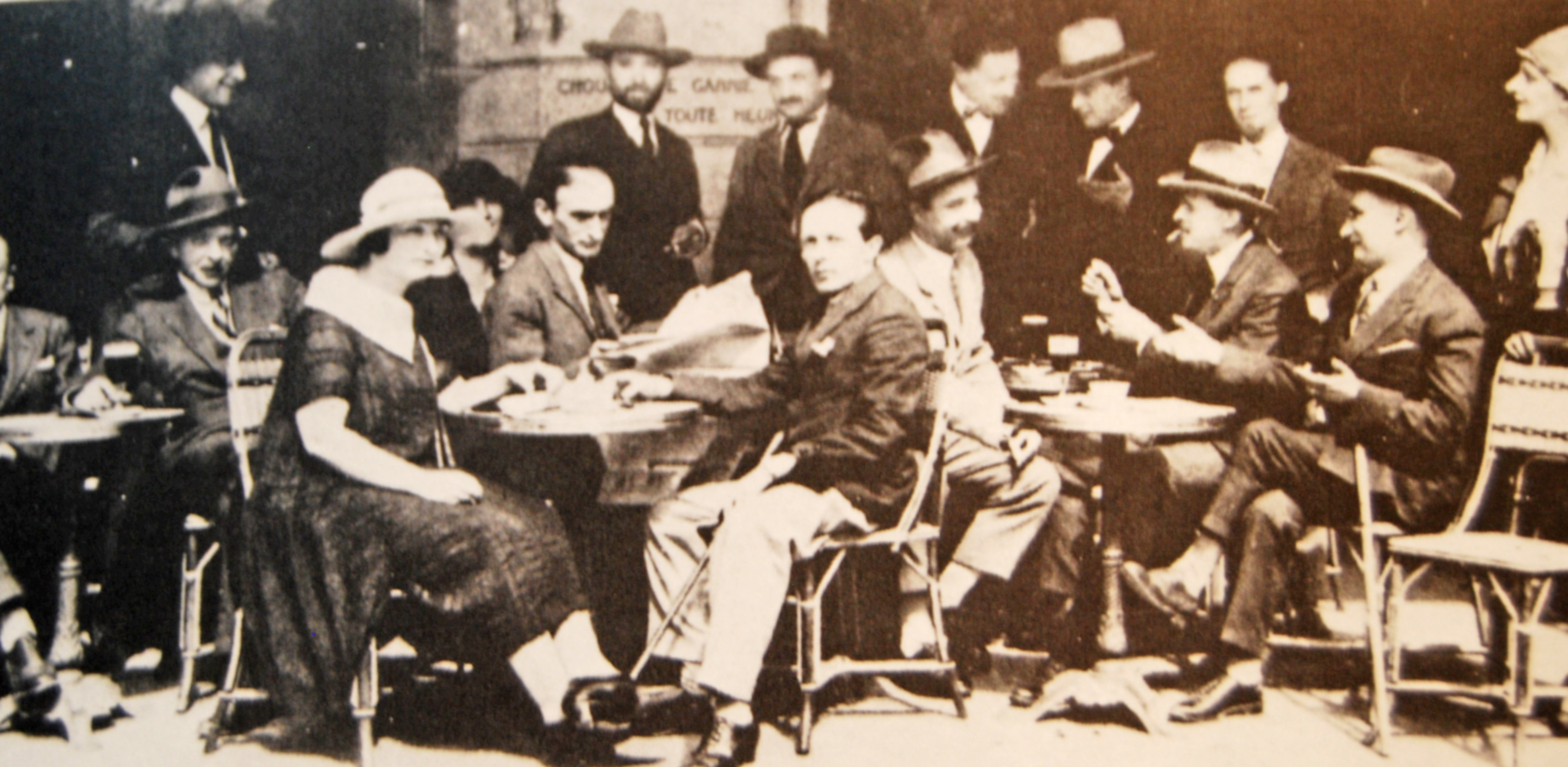
カフェのテラスに座るレオポルド・ズボロフスキーと友人たち（1924年）

ラ・ロトンドは戦間期、特に「狂乱の時代」と呼ばれた1920年代にソ連や中東欧から亡命した画家を中心に全盛を極めたブラッスリーであったが、モンパルナスが次第に世界的な注目を浴びるようになると、スノッブが押し寄せるようになり、自由奔放なボエーム（ボヘミアン）の生活は終わったと、藤田は回想している。
ラ・ロトンドはやがて高級ブラッスリー、上流階級に好まれる場所となった。

## 現在
1992年にジェラール・タファネル、セルジュ・タファネルの兄弟が事業を引き継いだ。二人はカンタル県出身でそれまでは出身地で宿屋を経営していた。きめ細やかなサービスを提供するラ・ロトンドは、パリの政治家・知識人が好むブラッスリーとしては、同じカンタル県出身のオリヴィエ・ベルトランが経営するサン＝ジェルマン＝デ＝プレのリップをしのぐ勢いである。ベルトラン・グループはむしろ、ファーストフード・レストランを中心に飲食店を次々と買収し、事業を拡大している。

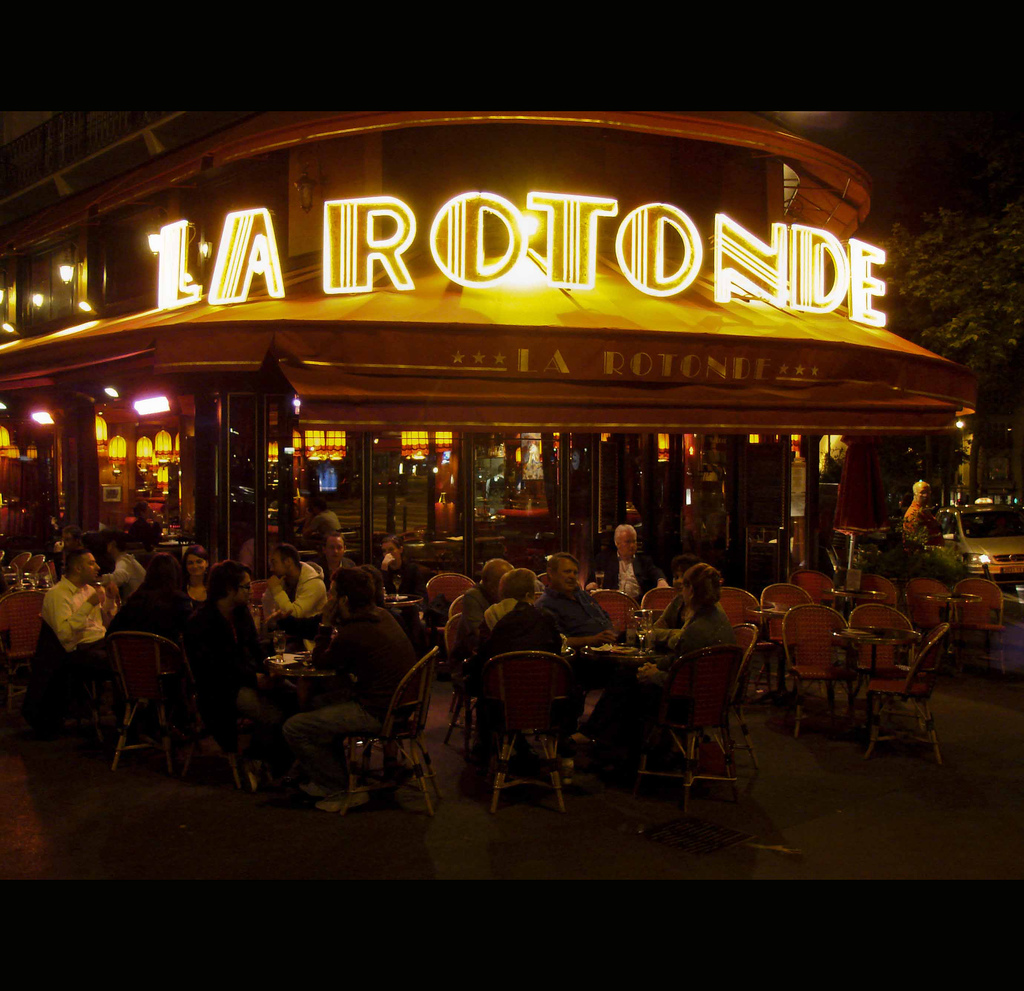
ラ・ロトンドの夜のテラス

エマニュエル・マクロンが2017年フランス大統領選挙の第1回投票で首位に立ち、決戦に進むことになったとき、支持者や古くからの友人である女優リーヌ・ルノー、経済学者ジャック・アタリ、歴史番組の司会者として知られるステファヌ・ベルヌ、映画監督ロマン・グーピルらとともにラ・ロトンドで祝賀会を行い、批判された。2007年フランス大統領選挙で当選したニコラ・サルコジが、ラ・ロトンドより高級なブラッスリーとされるシャンゼリゼ通りのフーケッツで祝賀会を行い、非難を浴びたことが背景にある。但し、マクロンはこのときすでにラ・ロトンドの10年来の常連であり、打ち合わせなどにも使っていた。また、マクロンが贔屓にしているブラッスリーではあっても、右派または極右のフィリップ・ド・ヴィリエから社会党のフランソワ・オランドまで、ラ・ロトンドを利用する政治家は多い。実際、オランドも2011年10月に社会党の大統領選候補に選出されたときに、ここで祝賀会を行った。
2020年1月18日の未明にラ・ロトンドで火災が発生し、大きな被害を受けた。復旧には数週間を要する可能性がある。放火の疑いがあり、これまで、マクロン政権の退陣を目的の一つとする黄色いベスト運動や年金制度改革に反対する運動との関連から脅迫の電話などを受けることがあったという。2019年3月に、フーケッツが黄色のベスト運動の参加者に紛れて破壊活動を行うカッスール（暴力分子）による放火・略奪に遭って以来、ラ・ロトンドも週末のデモの際には、窓に板を張り、周囲に共和国保安機動隊 (CRS) が配置され警備にあたっていた。

## 参考資料
- André Salmon (1950), Montparnasse : Mémoires, Paris, André Bonne.
- Amadou Bal BA (2018), « Le café brasserie de la Rotonde, à Paris », Mediapart.
- Jacqueline Mathilde Baldran, La naissance de Montparnasse.
- Laurent Bromberger (2017), « L’autre sens de Macron à la Rotonde », Paris-Bistro.